# Addy Joaquín Coldwell
Addy Cecilia Joaquín Coldwell (Cozumel, Quintana Roo, 24 de agosto de 1939) es una política mexicana, anteriormente miembro del Partido Revolucionario Institucional, desde 2005 pertenece al Partido Acción Nacional.
Addy Joaquín Coldwell proviene de una familia de Quintana Roo, su padre es un empresario hotelero de origen libanés, don Nassim Joaquín Ibarra, su hermano Pedro Joaquín Coldwell fue gobernador del estado entre 1981 y 1987, y Secretario de Energía en el Gobierno del Presidente Enrique Peña Nieto y Carlos Joaquín González, gobernador del Estado de Quintana Roo desde 2016 hasta 2022. 
Se desempeñó dentro de los negocios de su familia en el ramo de relaciones públicas, durante la gestión de su hermano como Gobernador de Quintana Roo, Addy fue presidente del DIF, igualmente durante la gestión de su esposo, Edmundo Fernández Meza como alcalde de Benito Juárez. En 1997 fue elegida diputada federal en la LVII Legislatura por el I Distrito Electoral Federal de Quintana Roo, en 1998 fue precandidata del PRI a gobernadora del siendo derrotada en la elección interna por Joaquín Hendricks Díaz, en el 2000 fue candidata del PRI de Primera Fórmula a Senadora por Quintana Roo obteniendo el triunfo. 
De nuevo trató de alcanzar la candidatura del PRI a la Gubernatura en 2005, pero considerando que no había equidad en el proceso interno del PRI, renunció al partido y fue postulada por la Coalición Todos Somos Quintana Roo (PAN-Convergencia) al gobierno de Quintana Roo. En las elecciones constitucionales, obtuvo el 22% de los votos, quedando en tercer lugar.
En 2006 fue elegida diputada federal plurinominal por el PAN a la LX Legislatura que concluyó en 2009.
Durante el gobierno de su hermano Pedro Joaquín Coldwell se desempeñó como Presidente estatal del DIF.